# Reforma walutowa w Polsce w 1950 roku
Reforma walutowa w Polsce w 1950 roku – druga reforma walutowa w powojennej Polsce, dokonana 30 października 1950 roku. Pierwszej wymiany pieniędzy dokonano dekretem PKWN w 1944 roku.

## Historia
Przygotowania do wymiany trzymane były przez władze w ścisłej tajemnicy. Zamiar wymiany pieniędzy ogłoszono 28 października 1950 roku (ustawa o zmianie systemu pieniężnego), a nowy złoty wchodził do obiegu dwa dni później, natomiast już 8 listopada 1950 roku traciły ważność wszystkie pieniądze będące w obiegu przed dniem 30 października.
„Nowy złoty” miał mieć wartość 0,222168 grama czystego złota, był równy jednemu rublowi oraz jednej czwartej dolara. Nowe banknoty wydrukowano w Szwecji, Czechosłowacji i na Węgrzech, nosiły datę 1 lipca 1948 roku.

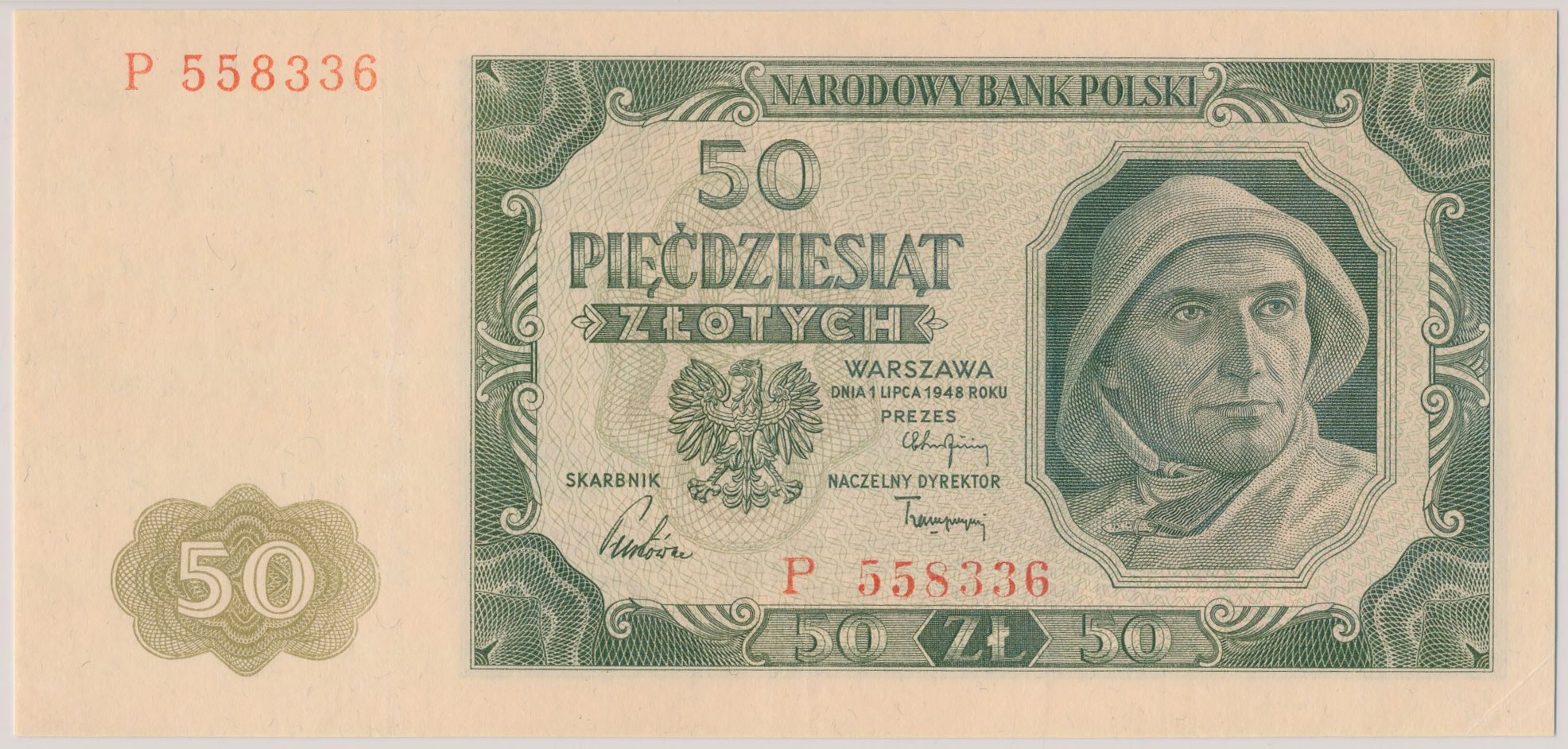
Banknot o nominale 50 zł (emisja z 1 lipca 1948), wprowadzony w wyniku reformy walutowej w Polsce w 1950

Wymiana z roku 1950 była równocześnie denominacją. Będące w obiegu w latach 1948–1950 złotówki wymieniono w ciągu kilku dni na nowe, przy czym wymiany dokonano tak, że pieniądze zdeponowane w bankach wymieniano, tak jak równocześnie przeliczono wszystkie ceny i płace pracownicze, w proporcjach 100 zł starych na 3 zł nowe na maksymalną kwotę 100 tys. starych złotych, a gotówkę w stosunku 100 zł starych na 1 zł nowy bez limitu na wymianę. Ta trzykrotna dysproporcja skierowana była przeciw tym, którzy (nie ufając bankom) obracali gotówką lub trzymali ją w domu. Technika wymiany – z zaskoczenia, w krótkim czasie – utwierdziła przedsiębiorczych obywateli w braku zaufania do gospodarczej rzetelności „władzy ludowej”. W 1950 roku osoby przedsiębiorcze, a także rolnicy indywidualni, często nie przechowywali pieniędzy w bankach, ale dokonywali wzajemnych rozliczeń w gotówce i w nich głównie godził mechanizm tej wymiany.
Efektem ograniczonej wymiany było unieważnienie ok. 60% obiegu pieniężnego. Łącznie wymieniono 162,2 miliardów starych złotych (ok. 98,5% pieniędzy w obiegu) na 1,658 miliarda nowych złotych, zamiast 4,970 miliardów nowych zł. Łączna strata dla ludności wynosiła 3,3 miliardów nowych złotych. Władze uzasadniały reformę chęcią pozbawienia pieniędzy kapitalistów, prywaciarzy i spekulantów. W tym celu przygotowano również ustawę o zakazie posiadania walut obcych, monet złotych, złota i platyny oraz o zaostrzeniu kar za niektóre przestępstwa dewizowe z 28 października 1950 r.
Denominacja z 1950 roku miała również elementy pozytywne. Wprowadzono trudniejsze do sfałszowania banknoty i praktycznie niepodrabialne monety aluminiowe 1 gr, 2 gr, brązowe 5 gr i miedzioniklowe 10 gr, 20 gr, 50 gr i 1 zł. Bilon ułatwił drobne płatności i umożliwił powrót do stosowania automatów pieniężnych, głównie telefonów. Wprowadzenie równoczesne ostrej dyscypliny finansowej praktycznie zatrzymało inflację.
Z powodu wyścigu zbrojeń oraz doktrynalnej likwidacji prywatnej przedsiębiorczości w pierwszej połowie lat pięćdziesiątych ujawniło się zaniedbanie produkcji artykułów konsumpcyjnych. Skłoniło to władze partyjno-państwowe do obniżania płac robotniczych metodą podnoszenia norm produkcyjnych. Wywoływało to protesty, z których najbardziej znanym był masowy strajk w Poznaniu w czerwcu 1956.
Od około 1948 roku posiadanie walut zagranicznych oraz obrót nimi były penalizowane. Wspomnienie tamtej nieekwiwalentnej wymiany pieniędzy i wynikające z tego obawy przed kolejną wymianą pieniądza pozostały aż do końca PRL.